# 瑞穂ケーブルテレビ (東京都)
瑞穂ケーブルテレビ株式会社（みずほケーブルテレビ、英名 : Mizuho Cable Television Co,.Ltd., 略称MCTV）は東京都西多摩郡瑞穂町をサービスエリアとするケーブルテレビ局である。入間ケーブルテレビグループの一つである。

## サービス内容
- ケーブルテレビ
- インターネット
- ケーブルテレビ電話

## サービスエリア
- 東京都西多摩郡瑞穂町

## コミュニティチャンネル
- チャンネル愛称:「みずほテレビ」
- チャンネル番号:地デジ10ch
  - デジタル101ch：ライブチャンネル・・・地域の主要道路を撮影している定点カメラ映像を放送
  - デジタル102ch：地域情報チャンネル・・・瑞穂町のローカルニュースやグループ局の番組を放送

### 番組
みずほまち通信
ほっと!!瑞穂
ズームアップ!!みずほ
時の散策
この人にきく
ぶらり瑞穂の裏道
プレイバック！！みずほ
科学で遊ぼう！
みずほ熱血クラブ！

## 関連会社
- 入間ケーブルテレビ
- 東松山ケーブルテレビ
- ゆずの里ケーブルテレビ
- エフエム茶笛